# مونیش
مونیش (به انگلیسی: Monyash) یک روستا و محله مدنی در بریتانیا است که در Derbyshire Dales واقع شده‌است. مونیش ۳۱۴ نفر جمعیت دارد.